# Ramajendas heatwolei
Ramajendas heatwolei är en djurart som tillhör fylumet trögkrypare, och som beskrevs av Miller, Horning och Hieronymus Dastych 1995. Ramajendas heatwolei ingår i släktet Ramajendas och familjen Hypsibiidae. Inga underarter finns listade i Catalogue of Life.